# 黄维 (光电子专家)
黄维（1963年5月—），男，河北唐山人，中国有机光电子专家。

## 生平
1983年在北京大学获学士学位，1992年在北京大学获博士学位。2011年当选为中国科学院院士。2012年7月任南京工业大学校长。2017年4月至2020年12月，任西北工业大学常务副校长。